# Trematodon fendleri
Trematodon fendleri là một loài rêu trong họ Bruchiaceae. Loài này được Müll. Hal. mô tả khoa học đầu tiên năm 1879.